# Ж
Ж, Жж (że) – litera podstawowej cyrylicy, oznaczająca w większości języków spółgłoskę [3], w języku mongolskim – [ʤ]. W języku ukraińskim w pozycji przed I, Ю, Я oznacza głoskę palatalizowaną [3ʲ] (częściej stosowane: [ʑ]).

## Kodowanie
| Znak                   | Ж                           | Ж                           | ж                         | ж                         |
| ---------------------- | --------------------------- | --------------------------- | ------------------------- | ------------------------- |
| Nazwa w Unikodzie      | Cyrillic Capital Letter Zhe | Cyrillic Capital Letter Zhe | Cyrillic Small Letter Zhe | Cyrillic Small Letter Zhe |
| Kodowanie              | dziesiątkowo                | szesnastkowo                | dziesiątkowo              | szesnastkowo              |
| Unicode                | 1046                        | U+0416                      | 1078                      | U+0436                    |
| UTF-8                  | 208 150                     | d0 96                       | 208 182                   | d0 b6                     |
| Odwołania znakowe SGML | &#1046;                     | &#x0416;                    | &#1078;                   | &#x0436;                  |
| Macintosh Cyrillic     | 134                         | 86                          | 230                       | E6                        |
| ISO 8859-5             | 182                         | B6                          | 214                       | D6                        |
| Windows-1251           | 198                         | C6                          | 230                       | E6                        |
| Code page 866          | 134                         | 86                          | 166                       | A6                        |
| Code page 855          | 234                         | EA                          | 233                       | E9                        |
| KOI8-R i KOI8-U        | 246                         | F6                          | 214                       | D6                        |

## Wariant niewystępujący w Unikodzie

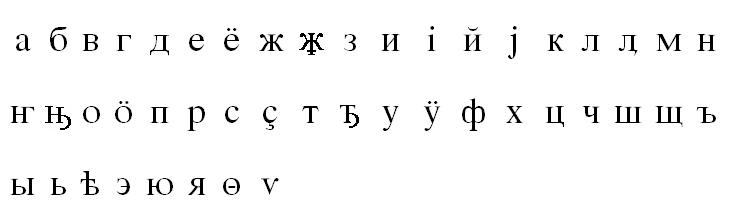
Udmurcki alfabet Ilminskiego

– litera rozszerzonej cyrylicy. Została stworzona przez Nikołaja Ilminskiego i umieszczona w alfabecie jego autorstwa służącym do zapisu języka udmurckiego. Wykorzystywano ją od lat 70. XIX wieku do roku 1897. Według stanu z 2019 r. litera nie miała reprezentacji w Unikodzie.